# Leon Schidlowsky
Leon Schidlowsky (født 21. juli 1931 i Santiago de Chile, Chile, død 10. oktober 2022) var en chilensk/israelsk komponist, professor, pianist  og kunstmaler.
Schidlowsky studerede komposition og klaver på Chiles Nationale Musikkonservatorium hos bl.a. Juan Allende-Blin. Han skrev en symfoni, orkesterværker, operaer, kammermusik, korværker, vokalmusik, instrumentalværker etc. Schidlowsky underviste som professor og lærer i komposition på Samuel Rubin Musikkonservatoriet på Tel Aviv Universitet i Israel og i Tyskland. Han var i sine kompositioner inspireret af Arnold Schönberg og Edgar Varese. 
Schidlowsky modtog den Chilenske Nationalpris for Musik (2014). Han var også kunstmaler, som han koblede sammen med sin musik, med f.eks. grafisk notation.

## Udvalgte værker
- Symfoni "Krystalnatten" - (1961) for tenor, mandekor og orkester
- "New York" (1965-1966) - for stort orkester
- "Liaki" (1967) - for orkester
- "Klagesang" (1980) - for stort orkester